# Hepatitis alcohólica
La hepatitis alcohólica (HA) (inflamación hepática) debido al consumo excesivo de alcohol. Mientras la cirrosis es una etapa tardía de la hepatopatía alcohólica, la hepatitis alcohólica es una etapa temprana de la enfermedad. Síntomas como ascitis, edema, fatiga, ictericia, y encefalopatía hepática pueden variar según la respuesta del propio organismo. Muchos casos son autolimitados, mientras que aquellos casos más severos incluso ponen en riesgo la vida del paciente.
Al utilizar la terminología hepatitis alcohólica, es importante entender la diferencia entre esteatohepatitis alcohólica (EHA) y hepatitis alcohólica (HA). Entre el 20% y el 40% de las personas que beben alcohol en grandes cantidades y tienen hígado graso ocasionalmente desarrollan inflamación hepática, que se conoce como EHA. La EHA es un diagnóstico basado en la histología hepática (requiere biopsia hepática), mientras que la HA es un diagnóstico clínico.

## Epidemiología
- La hepatitis alcohólica se presenta en aproximadamente 1/3 de los bebedores crónicos de alcohol.[2]
- Entre el 10 y el 20% de los pacientes con hepatitis alcohólica progresan a cirrosis hepática alcohólica cada año.[3]
- Los pacientes con cirrosis hepática desarrollan cáncer de hígado a una tasa del 1,5% por año.[4]
- En total, el 70% de las personas con hepatitis alcohólica desarrollarán cirrosis hepática alcohólica a lo largo de su vida.
- El riesgo de infección es elevado en pacientes con hepatitis alcohólica (12-26%). Aumenta aún más con el uso de corticosteroides (50%)[5] en comparación con la población general.

- La mortalidad por hepatitis alcohólica no tratada en el plazo de un mes desde su presentación puede llegar al 40-50%.[6]

## Diagnóstico
La clínica, el antecedente de consumo de alcohol, más los hallazgos de laboratorio permiten confirmar el diagnóstico. Dentro de los hallazgos de laboratorio podemos observar:
- GOT/GPT > 2
- Aumento de la gamma glutamil transpeptidasa (CGT) (en ausencia de elevación de la fosfatasa alcalina resulta muy orientador a hepatitis alcohólica)
- Volumen corpuscular medio > 100
- Aumento en IgA
- Aumento de la concentración sérica de ferritina con valores de saturación normal

El más sensible de estos valores es el aumento de la GGT.

### Diagnóstico diferencial
Los diagnósticos diferenciales de la hepatitis alcohólica incluyen esteatohepatitis no alcohólica, hepatitis viral aguda o crónica, lesión hepática inducida por fármacos, enfermedad de Wilson fulminante, enfermedad hepática autoinmune, deficiencia de alfa-1 antitripsina, absceso hepático piógeno, colangitis ascendente o descompensación asociada con carcinoma hepatocelular.

### Pruebas de imagen
La ecografía es la primera prueba de diagnóstico por imagen de elección para evaluar a los pacientes con hepatitis alcohólica ; puede utilizarse para descartar cálculos biliares y otros trastornos de las vías biliares. No siempre es necesaria una biopsia hepática, pero es útil para descartar otros trastornos.

## Fisiopatología
El consumo crónico de alcohol lleva a un aumento de la permeabilidad intestinal, empeorando la endotoxemia, estimulando las células de Kupffer y debido a esto incrementa la producción de citoquinas proinflamatorias. Altos niveles de factor de necrosis tumoral alfa (TNFα) activan las vías de muerte celular e inducen la producción de especies reactivas de oxígeno, aumenta los  aniones superóxido, por medio de la mitocondria del hepatocito, llevando por último a una muerte celular.

## Tratamiento
El tratamiento se basa principalmente en el uso de corticoides y medidas de mantención. Es necesario además estratificar al paciente usando la escala MELD o Child Pugh.

### Corticoides
Pacientes con un índice de Maddrey superior a 32 o con encefalopatía hepática debería ser considerado para tratamiento con 40 mg diarios de prednisolona por 4 semanas, seguidos por una disminución gradual.
El uso de corticoides más N-acetilcisteína ha demostrado una leve disminución en la mortalidad de los pacientes con hepatitis alcohólica, pasando del 38% en el grupo que solo recibió prednisona a 27% en el grupo que recibió prednisona más N-acetilcisteína.

### Pentoxifilina
Un estudio randomizado encontró que entre los pacientes con un índice de Maddrey superior a 32 y al menos uno de los siguientes síntomas; Hepatomegalia palpable, Fiebre, Leucocitosis, encefalopatía hepática o soplo hepático), al ser tratados con pentoxifilina 400 mg oralmente 3 veces al día por 4 semanas solamente 1/4.6 pacientes moría.